# Distretto di Sztum
Il distretto di Sztum (in polacco powiat sztumski) è un distretto polacco appartenente al voivodato della Pomerania.

## Geografia antropica

### Suddivisioni amministrative
Il distretto comprende 5 comuni.
- Comuni urbano-rurali: Dzierzgoń, Sztum
- Comuni rurali: Mikołajki Pomorskie, Stary Dzierzgoń, Stary Targ